# 군사력 지수
군사력 지수(영어: Global Firepower Index, GPI)는 글로벌 파이어파워에서 매년마다 조사하는 각 국가의 군사력의 강도를 알 수 있는 지수이다. 60개 요인을 바탕으로 분석하며 자료는 2025년 기준이다. 군사력 지수는 낮을수록 군대가 강한 것이고, 0(계산식상 0 달성은 불가능)이면 전세계에서 상대할 국가가 하나도 없다는 의미이다.

## 목록
다음 표는 글로벌 파이어파워의 조사를 받는 조사 대상국 145개국의 군사력 순위이다.